# Lake Claremont
Lake Claremont är en sjö i Australien. Den ligger i delstaten Western Australia, nära delstatshuvudstaden Perth. Lake Claremont ligger 1 meter över havet. Arean är 0,12 kvadratkilometer. Den sträcker sig 0,7 kilometer i nord-sydlig riktning, och 0,5 kilometer i öst-västlig riktning.
Följande samhällen ligger vid Lake Claremont:
- Claremont (7 152 invånare)

Runt Lake Claremont är det i huvudsak tätbebyggt. Runt Lake Claremont är det mycket tätbefolkat, med 1 754 invånare per kvadratkilometer. Genomsnittlig årsnederbörd är 1 018 millimeter. Den regnigaste månaden är maj, med i genomsnitt 176 mm nederbörd, och den torraste är februari, med 9 mm nederbörd.